# Vijaka (rijeka)
Vijaka je rijeka koja izvire u mjestu Gajevi u Republici Srpskoj. Ova rijeka protiče kroz opštinu Prnjavor kroz mjesta Vršani, Šarinci, Donji Vijačani, Jasik, Drenova i Donji Palačkovci, kod ribnjaka Prnjavor spaja se i ulazi u tok rijeke Ukrine kod mjesta Kalenderovci Gornji.